# Jhasmin Player
Jhasmin Moneice Player (ur. 3 sierpnia 1987 w Galveston) – amerykańska koszykarka występująca na pozycji rzucającej oraz trenerka koszykarska, obecnie asystentka trenera drużyny NCAA – Maine Black Bears. 
27 lipca 2016 roku podpisała umowę z uczelnią Maine, gdzie powraca po trzech latach przerwy na stanowisko asystentki trenera żeńskiej drużyny NCAA – Maine Black Bears.
Poza parkietem zajmuje się muzyką, która jest jej życiową pasją. Posiada własny kanał w serwisie YouTube, gdzie prezentuje swoje produkcje oraz hip-hopowy freestyle.

## Osiągnięcia
Stan na 6 sierpnia 2016, na podstawie, o ile nie zaznaczono inaczej.
NCAA
- Uczestniczka:
  - rozgrywek Sweet Sixteen turnieju NCAA (2006, 2009)
  - turnieju NCAA (2006–2009)
- Mistrzyni turnieju konferencji Big 12 (2009)
- MVP turnieju konferencji Big 12 (2009)
- Zaliczona do:
  - składu Honorable Mention konferencji Big 12 (2008)
  - I składu:
    - defensywnego Big 12 (2007)
    - turnieju Big 12 (2009)

  - II składu konferencji Big 12 (2008, 2009)
  - Big 12 Commissioner's Honor Roll (2005)

Drużynowe
- Wicemistrzyni Portugalii (2010)
- Zdobywczyni Pucharu Polski (2016)
- Uczestniczka rozgrywek Eurocup (2010)

Indywidualne
- Zawodniczka Roku:
  - ligi portugalskiej (2014 według Eurobasket.com)
  - ligi portugalskiej na pozycji obrońcy (2010, 2014 według Eurobasket.com)
  - (nowo przybyła) ligi portugalskiej (2014 według Eurobasket.com)
- Uczestniczka meczu gwiazd:
  - PLKK (2015)[6]
  - ligi portugalskiej (2010)
- Zaliczona do:
  - I składu:
    - ligi portugalskiej (2010, 2014 przez Eurobasket.com)
    - zawodniczek zagranicznych ligi portugalskiej (2010, 2014 przez Eurobasket.com)
- Liderka:
  - strzelczyń Eurocup (2010)
  - ligi portugalskiej w średniej:
    - punktów (39,5 – 2014)
    - asyst (5 – 2014)
    - przechwytów (3,9 – 2014)

Reprezentacja
- Brązowa medalistka Pucharu Jonesa (2007)